# Nesoniphas insignatissima
Nesoniphas insignatissima är en insektsart som beskrevs av George Willis Kirkaldy 1907. Nesoniphas insignatissima ingår i släktet Nesoniphas och familjen Derbidae. Inga underarter finns listade i Catalogue of Life.